# Carcelia
Carcelia is een geslacht van vliegen (Brachycera) uit de familie van de sluipvliegen (Tachinidae). De wetenschappelijke naam van het geslacht is voor het eerst geldig gepubliceerd in 1830 door Robineau-Desvoidy.

## Soorten
- C. alpestris Herting, 1966
- C. amplexa (Coquillett, 1897)
- C. atricosta Herting, 1961
- C. bombylans Robineau-Desvoidy, 1830
- C. diacrisiae Sellers, 1943
- C. dubia (Brauer & Bergenstamm, 1891)
- C. europaea (Richter, 1977)
- C. falenaria (Rondani, 1859)
- C. formosa (Aldrich and Webber, 1924)
- C. gnava (Meigen, 1824)
- C. iliaca (Ratzeburg, 1840)
- C. inflatipalpis (Aldrich and Webber, 1924)
- C. kowarzi Villeneuve, 1912
- C. lagoae (Townsend, 1891)
- C. laxifrons Villeneuve, 1912
- C. lucorum (Meigen, 1824)
- C. malacosomae Sellers, 1943
- C. olenensis Sellers, 1943

- C. perplexa Sellers, 1943
- C. protuberans (Aldrich and Webber, 1924)
- C. puberula Mesnil, 1941
- C. rasa (Macquart, 1849)
- C. rasella Baranov, 1931
- C. reclinata (Aldrich and Webber, 1924)
- C. thalpocharidis Herting, 1959
- C. tibialis (Robineau-Desvoidy, 1863)
- C. yalensis Sellers, 1943